# Spécialiste de mission

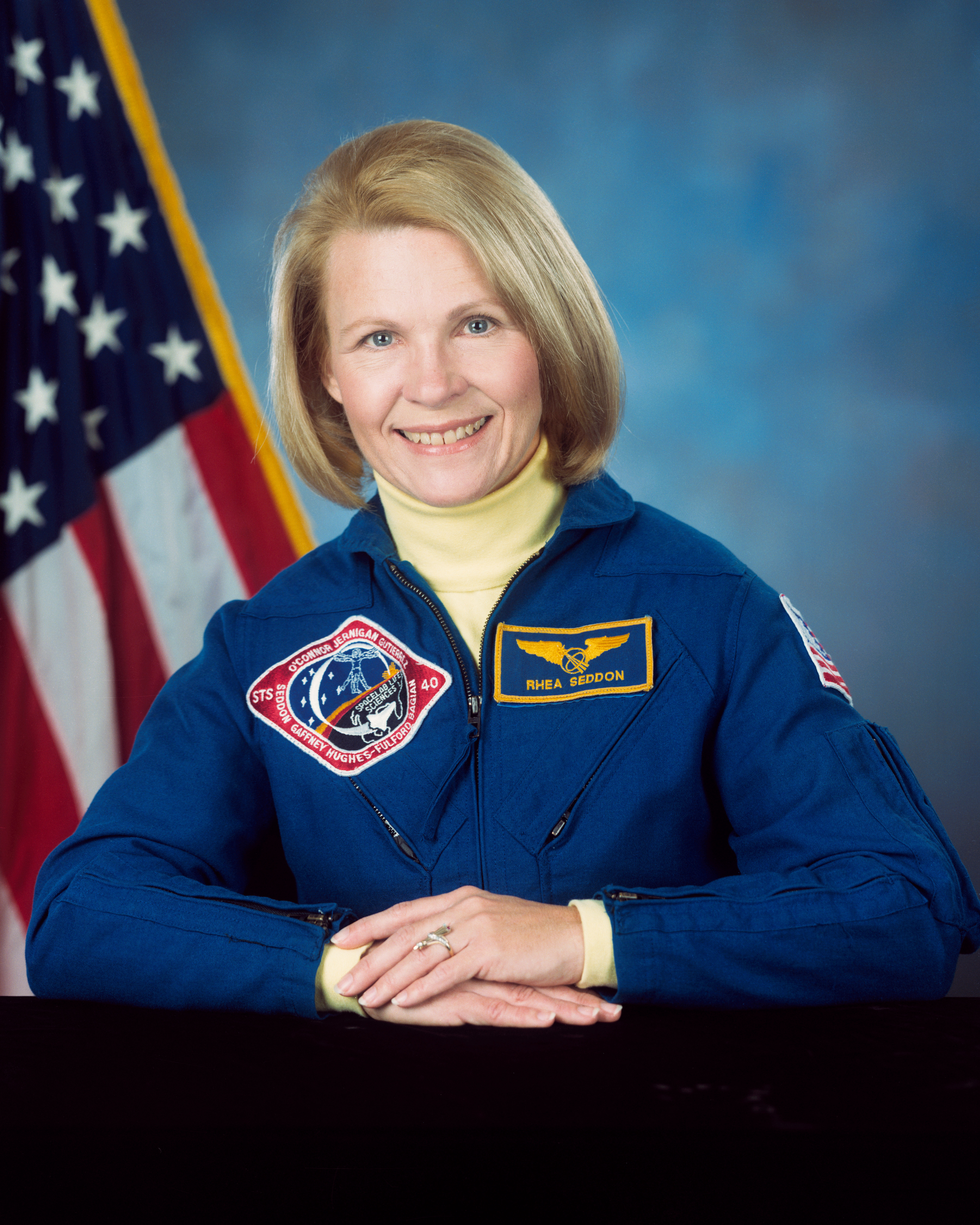
Rhea Seddon, spécialiste de mission dans les missions STS-51-D,STS-40 et STS-58

Spécialiste de mission (Mission Specialist en anglais) est un poste occupé par certains astronautes de la NASA dans le programme spatial de la Navette spatiale américaine. Un spécialiste de mission est assigné à un champ limité de la mission, comme les tests médicaux ou les questions techniques.
D'autres postes à bord de la navette peuvent être pilote, ingénieur de vol et commandant de mission. Certaines missions spatiales incluent jusqu'à trois spécialistes de charge utile (Payload Specialist en anglais). Alors qu'un spécialiste de ce type est sélectionné pour une mission spécifique unique, un spécialiste de mission est sélectionné d'abord en tant qu'astronaute et ensuite assigné à une mission.
Spécialiste de mission a pour abréviation anglaise à la NASA MS.

## Spécialistes de mission 1 et 2 (MS 1, MS 2)
Les MS 1 et MS 2 sont assignés à la tâche primaire de conduite des activités extra-véhiculaires (EVA). Ils vont être chargés de la construction de la structure renforcée qui fera partie de la Station spatiale internationale (ISS), MS 3 et MS 4 vont vérifient leur pression artérielle et leur rythme cardiaque. MS 1 et MS 2 sortent par le sas et doivent travailler ensemble rapidement et efficacement pour compléter la structure renforcée. MS 1 et MS 2 doivent dépressuriser le sas avant leur sortie et le repressuriser au retour).

## Spécialistes de mission 3, 4 et 5 (MS 3, MS 4 et MS 5)
MS 3, MS 4 et MS 5 dirigent les expériences de chimie et de dynamique des fluides sur la plate-forme de l'orbiter dans la boîte à gants. Ce dernier évite les dommages causés par les liquides et les fumées en entrant la cabine et causant des dommages potentiels à la station et aux astronautes eux-mêmes. Les MS 3, MS 4 et MS 5 sont aussi chargés de contrôler la pression artérielle et le rythme cardiaque de l'équipe entière avant le lancement de la navette.